# Stanfield (Norfolk)
Stanfield – wieś w Anglii, w hrabstwie Norfolk, w dystrykcie Breckland. Leży 32 km na północny zachód od Norwich i 154 km na północny wschód od Londynu. Miejscowość liczy 144 mieszkańców.